# Río Pachachaca
Der Río Pachachaca ist ein etwa 200 km langer linker Nebenfluss des Río Apurímac in Südzentral-Peru. Der Río Pachachaca durchfließt die Verwaltungsregion Apurímac. Im Oberlauf trägt der Fluss auch die alternativen Bezeichnungen Río Ichuni und Río Antabamba. Der Fluss ist ein Kajak-Gewässer.

## Flusslauf
Der Río Pachachaca entspringt in der Cordillera Huanzo, einem Höhenzug der peruanischen Westkordillere, auf einer Höhe von etwa 4900 m. Der Fluss strömt anfangs in überwiegend nordwestlicher Richtung durch das Gebirge. Bei Flusskilometer 96 mündet der Río Chalhuanca von links in den Río Pachachaca. Dieser wendet sich auf den folgenden 53 Kilometern in Richtung Nordosten. Im Unterlauf wendet sich der Río Pachachaca nach Nordwesten und mündet schließlich auf einer Höhe von etwa 1000 m in den Río Apurímac. Bei Flusskilometer 40 liegt die Regionalhauptstadt Abancay 6 km östlich vom Flusslauf. 38 km oberhalb der Mündung überspannt die historische Brücke Puente Colonial den Fluss.

## Einzugsgebiet und Hydrologie
Das Einzugsgebiet des Río Pachachaca umfasst ein Areal von etwa 8100 km². Dieses liegt vollständig innerhalb der Region Apurímac. Der mittlere Abfluss liegt bei 142 m³/s.